# Tony 2Milli
Tony 2Milli, pseudonimo di Mario Manuel Bruno (Milano, 14 giugno 2000), è un rapper e produttore discografico italiano.

## Biografia
Nato a Milano e di origini calabresi, dopo aver conseguito il diploma di liceo scientifico, lascia la facoltà di Ingegneria Elettronica al Politecnico di Milano e nel 2019 inizia la sua carriera da produttore sulla piattaforma di streaming SoundCloud, pubblicando su essa diversi EP. Entra nel collettivo hip-hop calabrese Mario Cante Gang, partecipando al mixtape Fiama Gang Vol.2. Successivamente forma il collettivo Patto Slitherich e nel 2021 pubblica il suo primo mixtape Slime Musica, che riscuote successo nell'underground. Il mixtape è seguito poi dal suo primo album, Il vero album, pubblicato l'anno dopo.
L'anno dopo pubblica il suo secondo album, Così ghiacciato Tony. L'album finisce nella top 50 degli album italiani del 2023 secondo Rockit. Una riedizione chopped and screwed, intitolata Così rallentato Tony, viene pubblicato l'8 giugno dello stesso anno. Il 26 luglio 2024 viene pubblicato il terzo album Bacio Flow (Slitherizz). Il 13 dicembre 2024 pubblica l'EP ASPETTANDO LA FINE DELLA GUERRA (Strettamente), mantenendo il proprio stile già manifestatosi negli album precedenti evolvendo ulteriormente i temi trattati, ampliando l'interesse riguardo alle dinamiche sociopolitiche italiane e internazionali in brani come IO ODIO IL GOVERNO!

## Discografia

### Singoli
- 2021 – Ipnosi Slitherich
- 2021 – Mondo Infettato
- 2021 – Slitherich Intervento
- 2021 – Al Pacino
- 2021 – Scam
- 2021 – Freddezza
- 2021 – Cous cous (Il vero Snoop)
- 2021 – Baby, mi hai Slitherich Ipnotizzato
- 2021 –Tony&Sosa
- 2021 – In da Mission
- 2021 – Tony 2Malfoy
- 2022 – Whiskey
- 2022 – STEELO
- 2022 – Taglio Precedente
- 2022 – Fossa Di Serpi
- 2023 – Chrisean
- 2023 – Centomila
- 2023 – E Mi Chiede Tony?
- 2023 – Bottega Veneta
- 2023 – Crackhouse
- 2023 – Sto Essendo Ricco
- 2024 – E Io Gioco A Fare Il Gymbro
- 2024 – LOOSE LEAF
- 2024 – Grimaldello Musica
- 2024 – Chi è che ha detto crack?
- 2025 – Robin Hood
- 2025 – HOGAN

### Album in studio
- 2022 – Il vero album
- 2023 – Così ghiacciato Tony

### Mixtape
- 2021 – Slime Musica
- 2024 – Bacio Flow (Slitherizz)

### EP
- 2022 – Fabrizio & Tonino
- 2022 – Tony Vybz (esperienza 1)
- 2024 – ASPETTANDO LA FINE DELLA GUERRA (Strettamente)